# Begraafplaats van de familie Groeneveld
De Begraafplaats van de familie Groeneveld is een particuliere begraafplaats in Woerden. In 2021 ligt deze begraafplaats aan de De Brauwstraat. De begraafplaats had verschillende namen in de diverse archieven: Op het oudeland; graf buyten; Oudeland en Luthers Kerkhof Bij de begraafplaats hoorde een huisje en een boomgaard.
De eerste persoon die op deze begraafplaats werd begraven was Dionisius Groeneveld, een rijke kastelein van herberg De Roos in de Pannenbakkerijen in Woerden en tevens grondbezitter. Hij werd op de dag van zijn overlijden, 29 juli 1813 begraven op een eigen stukje grond, dat later de particuliere begraafplaats van de familie Groeneveld werd. Voor die tijd werden de meeste Woerdenaren begraven in de Petruskerk en Groeneveld had ook al een graf in die kerk in zijn bezit. Vanaf begin 1813 mocht er in heel Nederland op grond van de Franse wetgeving niet meer in de kerk begraven worden. Zijn familieleden en nazaten werden tot 1963 op deze begraafplaats begraven.
De zoon van Dionisius, Gijsbert Groeneveld was een van de erfgenamen. Hij overleed in 1849. Daarna werd de begraafplaats beheerd door zijn schoonzoon, Jan Willem Roessingh van Iterson, gemeentesecretaris van Woerden. Op 16 april 1919 werd te 's-Gravenhage door de nazaten van Dionysius Groeneveld "Groeneveldstichting" opgericht voor het beheer.
Eind jaren 1980 ging het eigendom en het beheer over naar de gemeente Woerden. In 1992 werd de begraafplaats een gemeentelijk monument van de gemeente Woerden.

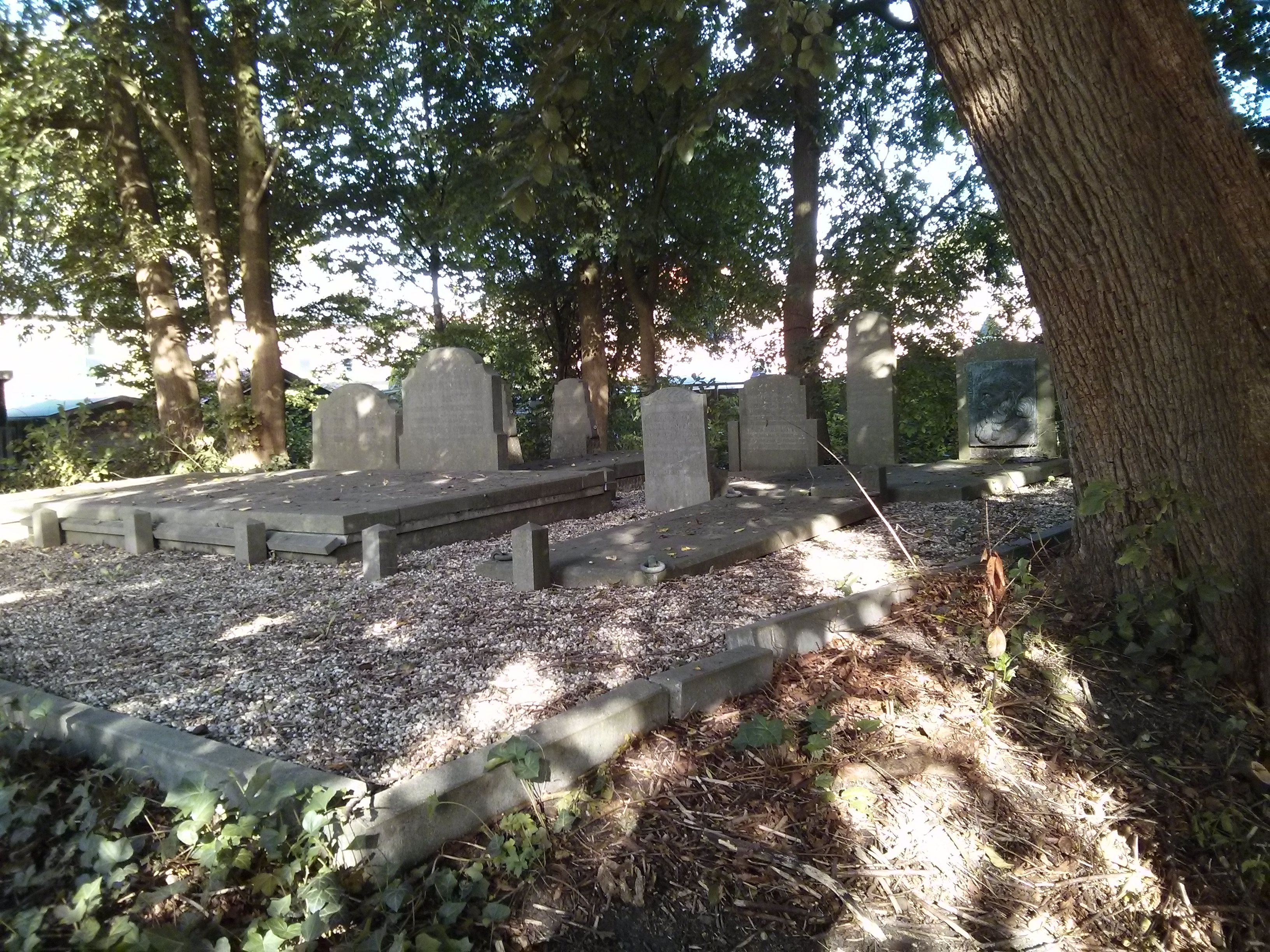
Foto 2013

## Graven
De begraafplaats bevat 14 zichtbare graven, maar er zijn minstens 68 personen begraven. Onder anderen waren dat: 
- Dionisius Groeneveld (1734 – 1813)
- Isaac de Brauw, 1784 – 1871. arts en burgemeester van Woerden. Naar hem is de De Brauwstraat genoemd.
- Jan Willem Roessingh van Iterson (1810 – 1889).[2]
- Jan Willem Roessingh van Iterson Gzn (waarschijnlijk Gerritszoon). (1879 – 1924)[2]
- Jan Derk Domela Nieuwenhuis Nyegaard (1870 – 1955), predikant en flamingant.

Stedelijk gebied Woerden: Oude Algemene Begraafplaats Hogewal · Nieuwe Algemene Begraafplaats Meeuwenlaan · Begraafplaats Rijnhof · Rooms-Katholieke Begraafplaats Hoge Wal · Israëlitische Begraafplaats Westdam · Familiebegraafplaats Groeneveld
Harmelen: Algemene Begraafplaats Leidsestraatweg

Kamerik: Nederlands Hervormde Begraafplaats Kamerik · Nieuwe Algemene Begraafplaats Van Teylingenweg · Rooms-Katholiek Kerkhof St. Hippolytus

Zegveld: Nederlands Hervormde Begraafplaats Zegveld